# Temple mormon de Nashville
Le temple mormon de Nashville est situé à Franklin, dans l’État du Tennessee, aux États-Unis. Il a été inauguré le 2 mai 2000.